# Tibouchina fraterna
Tibouchina fraterna là một loài thực vật có hoa trong họ Mua. Loài này được N.E. Br. miêu tả khoa học đầu tiên năm 1901.